# Raelene Boyle
Raelene Ann Boyle, avstralska atletinja, * 24. junij 1951, Coburg, Viktorija, Avstralija.
Nastopila je na olimpijskih igrah v letih 1968, 1972 in 1976, osvojila je tri srebrne medalje, leta 1968 v teku na 200 m ter leta 1972 v teku na 100 m in teku na 200 m, ob tem je bila še dvakrat četrta v teku na 100 m, dvakrat peta in šesta v štafeti 4x100 m ter šesta v štafeti 4x400 m. Na igrah skupnosti narodov je osvojila dve zlati in srebrno medaljo v teku na 100 m, po dve zlati medalji v teku na 200 m in štafeti 4x100 m, zlato medaljo v teku na 400 m ter srebrno medaljo v štafeti 4x400 m.